# Cephimallota crassiflavella
Cephimallota crassiflavella är en fjärilsart som beskrevs av Charles Théophile Bruand d’Uzelle 1851. Cephimallota crassiflavella ingår i släktet Cephimallota och familjen äkta malar, Tineidae. Inga underarter finns listade i Catalogue of Life.